# Parc Pat Nixon
Le parc Pat Nixon (anglais : Pat Nixon Park) est un parc de Cerritos, en Californie. Il est nommé d'après la Première dame des États-Unis Pat Nixon (1912-1993), femme de Richard Nixon.
D'une superficie de 1,6 hectare, le parc occupe l'emplacement de la maison d'enfance de Pat Nixon entre 1914 et 1931. Il a ouvert en 1967.
L'école élémentaire Patricia Nixon est située à proximité.